# Municipio di Copenaghen

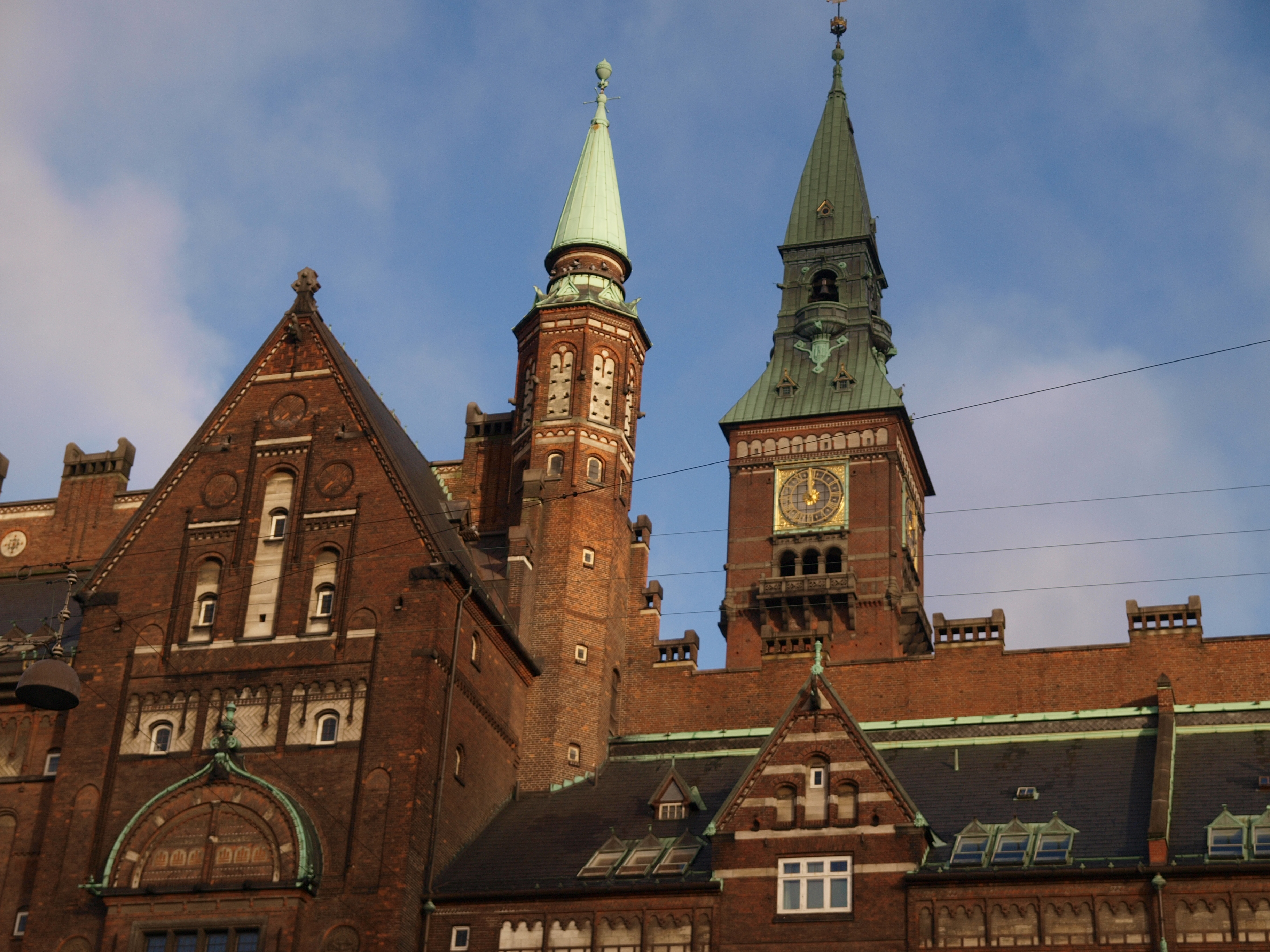
Municipio di Copenaghen: la torre dell'orologio.

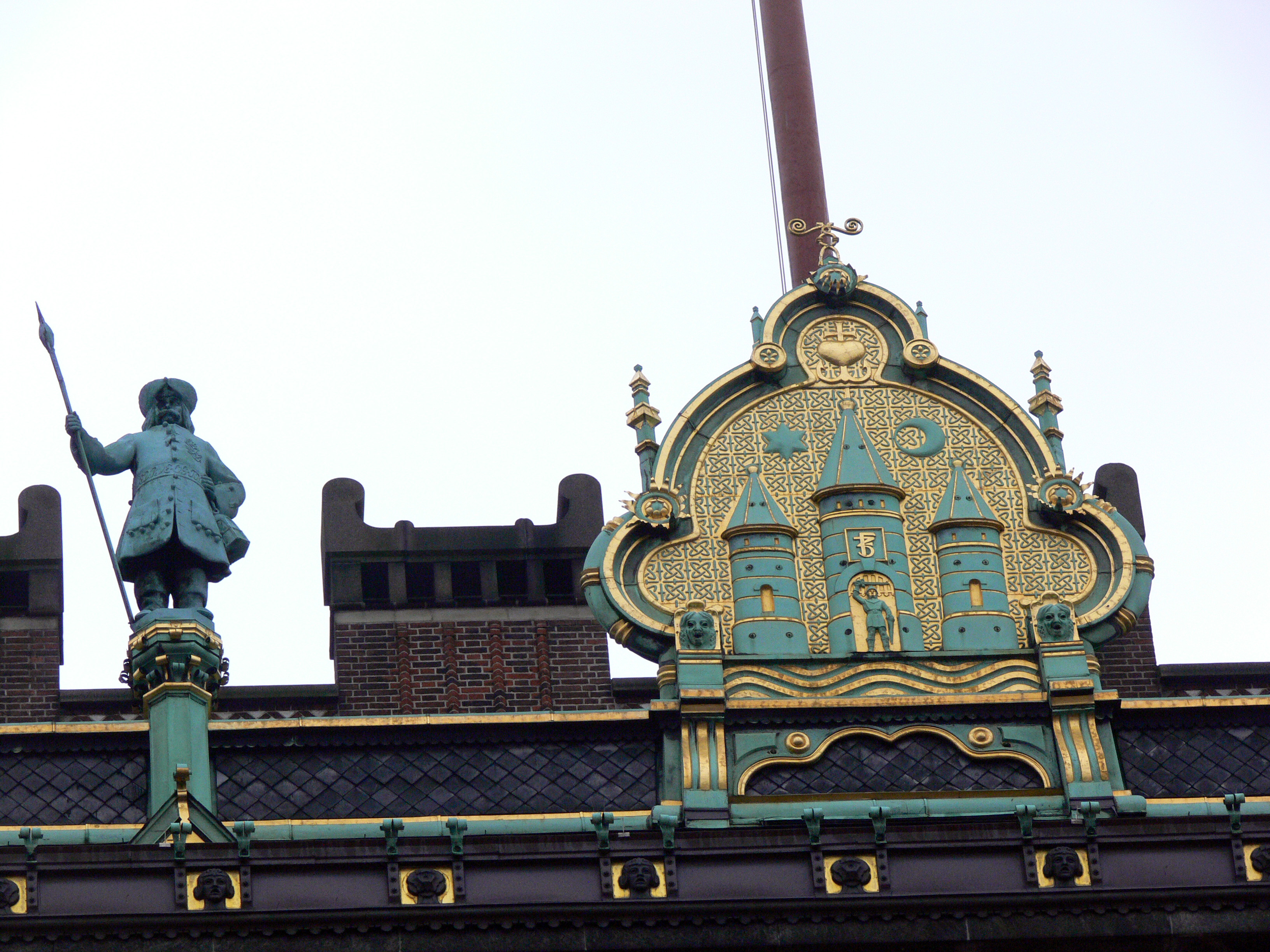
Lo stemma della città di Copenaghen nel municipio.

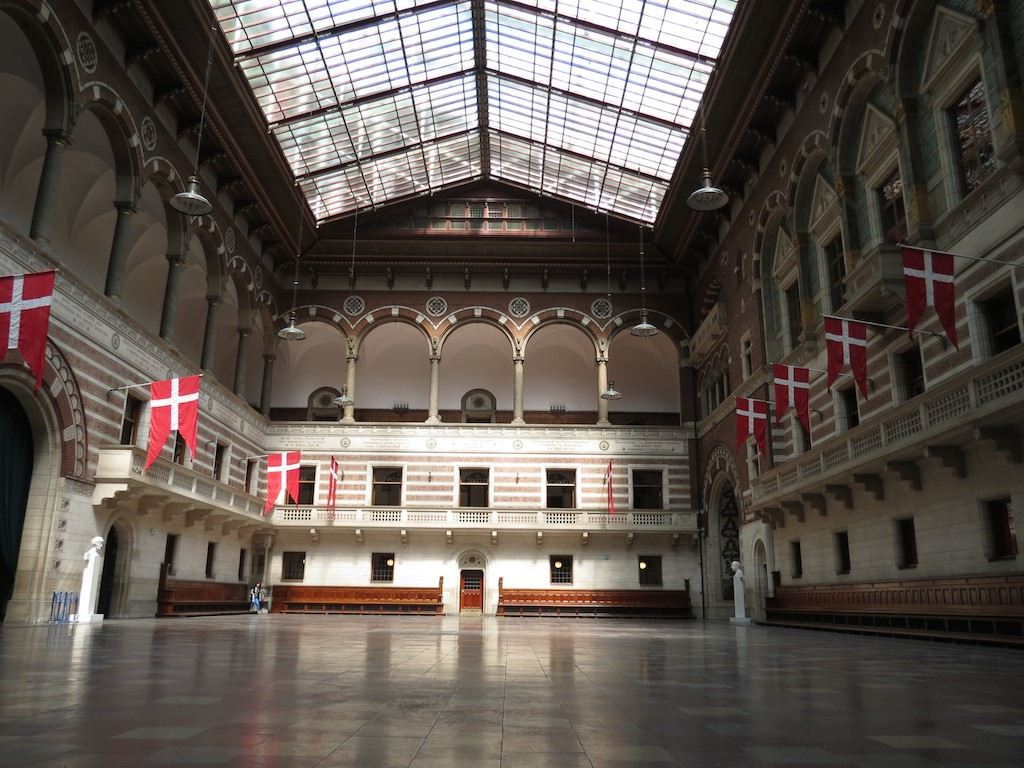
Una sala del municipio.

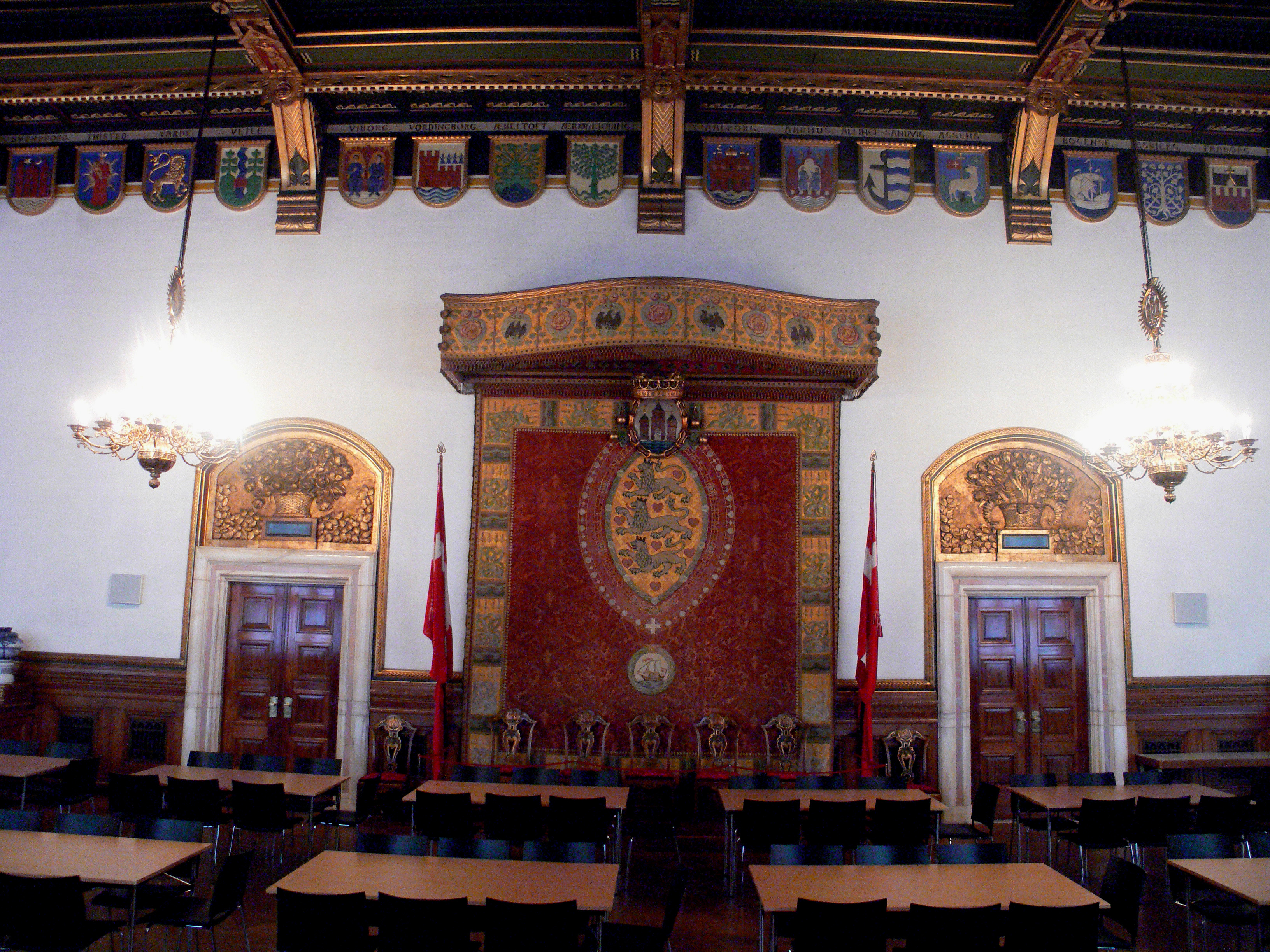
La sala principale del municipio.

Il Municipio di Copenaghen (in danese Københavns Rådhus) è la sede del Comune, in stile neorinascimentale, che sorge sulla centrale Rådhusplads ("Piazza del Municipio") di Copenaghen, in Danimarca.
Nell'edificio vengono accolti i capi di stato in visita alla capitale danese.

## Storia
Prima di insediarsi in questo luogo, il consiglio d'amministrazione del comune di Copenaghen, venne accolto in cinque diversi edifici siti sul Nytorv, la piazza del Mercato Nuovo.
Il primo edificio era in uso dal 1479 e andò distrutto nel grande incendio di Copenaghen del 1728. Subito se ne intraprese la ricostruzione, su disegno di J.C. Ernst e J.C. Krieger, ma riandò in fiamme nell'incendio del 1795.
Un nuovo palazzo comunale venne eretto sul Nytorv non prima del 1815, su progetto di C.F.Hansen. Ospitava sia la sede comunale che quella di giustizia. Oggi questo edificio neoclassico è il Palazzo di Giustizia di Copenaghen.
Sul sito attuale, il municipio odierno, venne costruito tra il 1892 e il 1905 su progetto dell'architetto Martin Nyrop (1849-1921), che lo concepì in uno stile ibrido romantico-nazionale e ispirato al Palazzo pubblico di Siena.

Per permettere la costruzione del municipio, nel 1888 furono abbattuti un mulino e i bastioni di Gyldenløv.
Nel 1925 furono vi aperte al pubblico le Civiche collezioni storiche di Copenaghen, allora accolte nel sottotetto. Solo nel 1956 queste collezioni vennero traslate nel nuovo Museo di Copenaghen.

## Descrizione
L'edificio è in mattoni rossi e combina lo stile di palazzi italiani (in particolare toscani) con elementi dell'architettura medievale danese.

### Esterno

#### Torre dell'orologio
L'edificio presenta una torre che, con i suoi 105,6 metri di altezza, è una delle torri più alte della città.
La torre è fornita di un carillon, il cui suono viene diffuso ogni giorno dalla radio nazionale danese.
I visitatori possono accedervi salendo per 298 gradini.

#### Statua di Absalon
Sopra l'ingresso principale è posta una statua raffigurante il fondatore di Copenaghen, il vescovo Absalon (1128-1201).
|  |

### Interno

#### Salone principale
Al primo piano, si trova il salone principale, a forma rettangolare e con decorazioni in stile italiano.

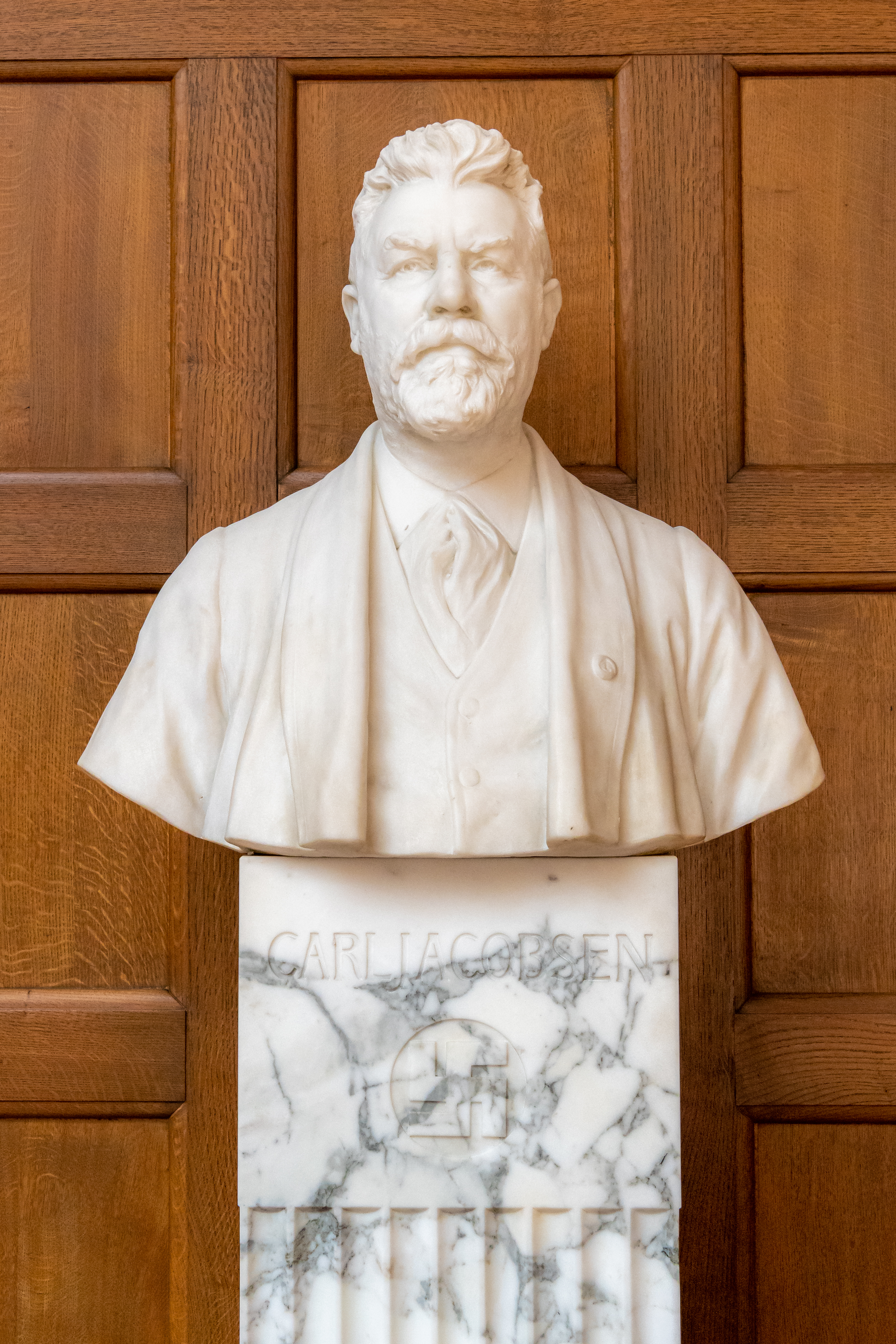
Busto di Carl Jacobsen all'ultimo piano del municipio di Copenaghen.

#### Orologio mondiale
Nel municipio, è conservato l'orologio mondiale, attivato nel 1955, è un'opera di Jens Olsen, che impiegò 27 anni per costruirlo.

L'orologio possiede un meccanismo in grado di determinare i calendari dei prossimi 570.000 anni.